# Rory Darge
Pas d'image ? Cliquez ici

a Compétitions nationales et continentales officielles uniquement.

b Matchs officiels uniquement.
Dernière mise à jour le 13 mars 2022.
Rory Darge, né le 23 février 2000 à Édimbourg (Écosse), est un joueur international écossais de rugby à XV. Il évolue au poste de troisième ligne aile aux Glasgow Warriors.

## Biographie
Rory Darge est formé à l'Édimbourg Rugby, avec qui il signe son premier contrat professionnel en juillet 2020. Il fait ses débuts avec Édimbourg le 16 novembre 2020 face au Leinster en Pro14.
En avril 2021, les Glasgow Warriors annoncent le recrutement de Darge pour la saison suivante.
Il dispute 13 matchs avec l'équipe d'Écosse des moins de 20 ans.
En juillet 2021, il est appelé pour la première fois en équipe d'Écosse pour la tournée de match amicaux d'été. Il fait ses débuts avec le XV du Chardon lors du Tournoi des Six Nations face au pays de Galles le 12 février 2022 (défaite 20-17). Il inscrit son premier essai international face à la France le 26 février (défaite 17-36).
Le 16 août 2023, il fait partie de la liste définitive des 33 joueurs convoqués par Gregor Townsend pour disputer la Coupe du monde 2023.
Au mois de janvier 2024, il est sélectionné pour le Tournoi des Six Nations. Quelques jours après cette convocation, il est nommé co-capitaine de la sélection écossaise en compagnie de Finn Russell. Durant la suite de la saison 2023-2024, les Glasgow Warriors se qualifient en finale du championnat après avoir éliminé le Munster en demi-finale. En finale contre les Bulls, Rory Darge est titulaire en troisième ligne avec Matt Fagerson et Jack Dempsey et son équipe s'impose 21 à 16, remportant la compétition pour la deuxième fois de son histoire après 2015,.

## Palmarès

### En province
- Vainqueur du United Rugby Championship en 2024 avec les Glasgow Warriors.

### Distinctions personnelles
- Membre de l'équipe type du United Rugby Championship en 2025.